# ESGRAON
 (février 2025).
L'ESGRAON (en français : SUECSAP) est le sigle désignant le Système unifié d'état civil et de services administratifs de la population, créé en 1977 par la résolution n° 15 du Conseil des ministres de la République populaire de Bulgarie.
Il s'agit d'un système national d'information utilisé en Bulgarie. Automatisé, il contient des données officielles sur chaque citoyen, divisées en 21 catégories. Il est appuyé par la Direction générale « État Civil et Service Administratif » ou GRAO (en français : ECSA), du Ministère bulgare de l'aménagement régional et des travaux publics.
Les données du système sont mises à jour périodiquement. Avec les recensements nationaux de la population et de la propriété, ils constituent les données les plus fiables sur la population des communes et des autres unités administratives (oblastis, obchtinis).